# ロバート・T・バッカー
ロバート・トーマス・バッカー（英語: Robert Thomas Bakker、1945年3月24日 - ）は、アメリカ合衆国の古生物学者。長く、ジョンズ・ホプキンス大学で解剖学や地球科学などの教授を務めた。ニュージャージー州バーゲン郡出身。
古生物・恐竜学者のジョン・オストロムの愛弟子として知られ、師とともにいわゆる「恐竜ルネッサンス」（恐竜恒温説、その他）を強力に推し進めた立役者として知られる。その言説は、余りにも「過激である」ため、しばしば物議をかもしている。
邦訳された著書に、『恐竜異説(瀬戸口烈司・訳　平凡社刊)』と、小説形式の『恐竜レッドの生き方(鴻巣友季子・訳　新潮文庫)』がある。